# 赵振起
赵振起（1953年11月—），男，汉族，吉林梨树人。吉林大学毕业，研究生学历，经济学硕士学位。

## 生平
1973年加入中国共产党。历任吉林省农业厅副处长、处长、副厅长，中共四平市委副书记，吉林省人民政府副秘书长，省委政策研究室副主任、省委党校常务副校长，中共辽源市委副书记、市长、市委书记等职。2008年1月任吉林省省长助理。